# Bâtiment du ministère des Affaires étrangères de Russie
Le bâtiment du ministère des Affaires étrangères de Russie (russe : Здание Министерства иностранных дел России) est le gratte-ciel de Moscou qui abrite depuis 1991 le siège du ministère des Affaires étrangères du gouvernement de la fédération de Russie, et auparavant le ministère des Affaires étrangères de l'URSS.
Le bâtiment est inauguré en 1953 et fait partie du groupe des gratte-ciel staliniens connus sous le nom de « Sept Sœurs ». Il est la troisième sœur, et il mesure 172 m de haut pour 27 étages.